# معجم اللغة العربية التفاعلي
معجم اللغة العربية التفاعلي معجم على الإنترنت يعدله مستخدمون مسموح لهم بذلك.

## روابط
- http://almuajam.hiast.edu.sy/